# Santa Ana Nextlalpan
Santa Ana Nextlalpan är en mindre stad i Mexiko, och administrativ huvudort för kommunen Nextlalpan i delstaten Mexiko. Nextlalpan ligger i den centrala delen av landet och tillhör Mexico Citys storstadsområde. Orten hade 16 596 invånare vid folkmätningen 2020.

## Galleri

Stadshuset
Monument som hedrar Felipe Sánchez Solis, en lärare och politiker från Santa Ana Nextlalpan.